# Nehemiah Grew
Nehemiah Grew (26. září 1641 – 25. březen 1712) byl anglický rostlinný anatom a fyziolog.

## Život
Nehemiah byl jediným synem nonkonformistického kněze v katedrále v Coventry. Studoval Pembroke College v Cambridge a posléze i na Leidenské univerzitě. V roce 1664 se začal věnovat rostlinné anatomii a v roce 1671 byl přijat do Královské společnosti. Usadil se v Londýně a provozoval lékařskou praxi. V roce 1677 se stal také sekretářem Královské společnosti a byl načas editorem známých Philosophical Transactions.
Je po něm pojmenována rostlina Grewia.

## Dílo
Napsal například tato díla:
- 1673 – Idea of a Phytological History – jeho rané botanické práce zasílané do Královské společnosti
- 1682 – Anatomy of Plants – čtyřdílná anatomie rostlin (Anatomy of Vegetables begun, Anatomy of Roots, Anatomy of Trunks a Anatomy of Leaves, Flowers, Fruits and Seeds); tato monografie znamenala pokrok v znalostech stavby rostlinných těl. Podařilo se mu rozlišit na základě klíčových znaků kořen a stonek, prokázal, že složnokvěté rostliny mají ve skutečnosti květenství složená z více květů a správně také předpokládal, že tyčinky jsou samčí orgány. Navíc zevrubně popsal mikroskopickou stavbu pylových zrn. Ve své mikroskopických studiích byl současníkem Malpighiovým a oba si vzájemně své objevy vypůjčovali.

Další díla:
- 1684 – Seawater made Fresh
- 1697 – Nature and Use of the Salt contained in Epsom and such other Waters
- 1693 – Tractatus de salis
- 1701 – Cosmologia Sacra

Rovněž položil základy daktyloskopie.